# ウィーン・マイドリング駅
ウィーン・マイドリング駅（ウィーン・マイドリングえき、Bahnhof Wien Meidling）は、オーストリア・ウィーン12区（マイドリング）に所在する鉄道駅。オーストリア連邦鉄道 (ÖBB) の長距離列車およびSバーンが発着するほか、ウィーン地下鉄U6号線との接続駅でもある。

## 概要
1841年開業。当初はローカル駅であったが、ウィーン中央駅工事のため、2009年にウィーン南駅からオーストリア南部方面への優等列車が移管され、2014年に中央駅が供用開始されるまでターミナル駅として機能していた。
中央駅とグラーツ・クラーゲンフルトなどを結ぶ列車のほか、国際列車も発着する。地下鉄駅はかつてフィラデルフィアブリュッケ駅 (Philadelphiabrücke) という名称であったが、2013年に現在の駅名に改称された。

## 駅構造
ÖBBの駅は島式ホーム4面8線を有する。1・2番線が南部線のローカル列車、3・4番線が北部方面へのローカル列車、5・6番線が南部・北部方面への優等列車、7・8番線が東部・西部方面への列車と概ね発車ホームが決まっている。
| 番線 | 路線             | 種別                                                            | 行先                   |
| ---- | ---------------- | --------------------------------------------------------------- | ---------------------- |
| 1・2 | 南部線           | REX特別快速・R快速・S 1S 2S 3普通                               | グログニッツ方面       |
| 3・4 | 北部線・北西部線 | REX特別快速・R快速・S 1S 2S 3普通                               | ゲンザーンスドルフ方面 |
| 5    | 南部線           | 超特急・特急・寝台特急・D急行・REX特別快速（一部）              | グラーツ方面           |
| 5    | 北西部線         | R快速（日中、および夕方の一部便）                               | レッツ方面             |
| 6    | 北部線           | 特急・寝台特急                                                  | プラハ方面             |
| 7・8 | 西部線           | 超特急・特急・寝台特急・D急行・R快速・S 60普通                  | ミュンヘン方面         |
| 7・8 | ポッテンドルフ線 | REX特別快速・S 80普通                                           | ショプロン方面         |
| 7・8 | 東部線           | 超特急・特急・寝台特急・D急行・REX特別快速・R快速・S 60S 80普通 | ブダペスト方面         |